# Alka Joshi
Alka Joshi é uma escritora e romancista Indiano–Americana.
Alka Joshi nasceu em Jodhpur, India. Nos anos 1960s, Joshi e a sua família mudaram-se para os Estados Unidos da América, ela tinha nove anos. Joshi licenciou-se em artes na Universidade de Stanford e fez o mestrado na California College of the Arts. Em 2020, publicou o seu primeiro livro The Henna Artist, em Portugal A Tatuadora de Jaipur, o primeiro volume da Trilogia de Jaipur. Inspirada pela sua mãe, Joshi começou a escrever o livro em 2010. The Henna Artist foi a escolha de maio do Clube Leitura de Reese Witherspoon. Foi traduzido em mais de 20 idiomas e está ser adaptado para uma série de televisão da Netflix, com Freida Pintono papel principal. Em 2021, Joshi publicou o segundo volume, The Secret Keeper of Jaipur e em 2023 o terceiro, e último, volume, The Perfumist of Paris.

## Obras
- The Henna Artist (2020)
  - A Tatuadora de Jaipur (em Portugal, Edições ASA, 2022)
- The Secret Keeper of Jaipur (2021)
- The Parfumist of Paris (2023)